# Anselm Kiefer

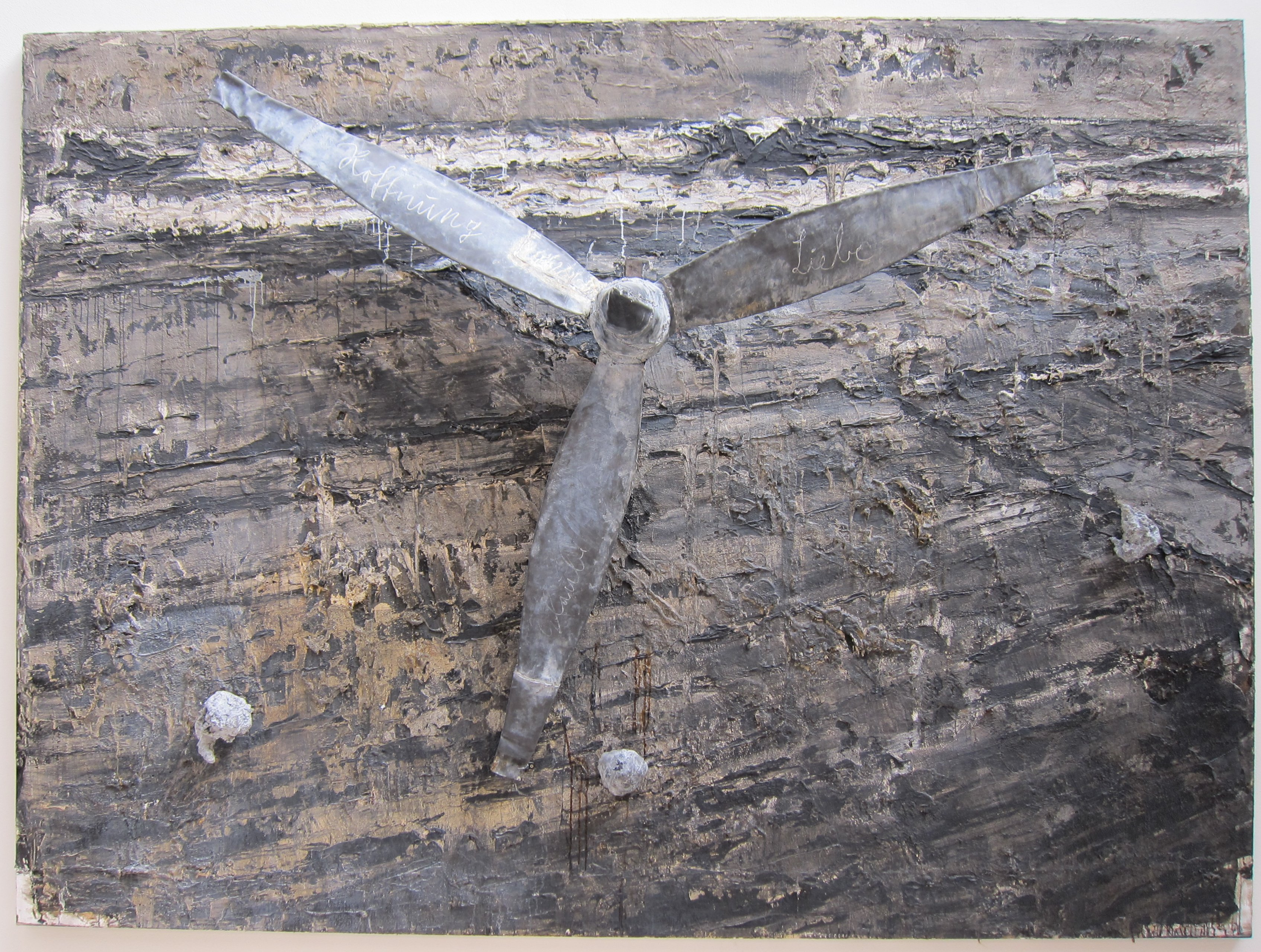
Glaube, Hoffnung, Liebe (fede, speranza, carità), 1984-86

Anselm Kiefer (Donaueschingen, 8 marzo 1945) è un pittore e scultore tedesco.

## Biografia
Figlio di Albert e Cilly Kiefer, dopo il liceo si iscrive a Legge, ma nel 1966 lascia il corso per iscriversi a Pittura, all'Accademia di Belle Arti di Friburgo, dove frequenta lo studio di Peter Dreher. Si trasferisce a Karlsruhe dove diventa allievo del pittore Horst Antes, che considererà il suo primo e vero maestro. Nel 1972 incontra Joseph Beuys.
Sono gli anni in cui Kiefer inizia una serie di azioni artistiche che definirà Besetzungen (occupazioni): si fa fotografare, provocatoriamente, mentre effettua il saluto nazista davanti ad una serie di luoghi della Germania Ovest e della Germania Est che per lui hanno significato dal punto di vista mitologico e storico.
Da una parte della critica tedesca è tacciato quale neo-nazista, e per molti anni tale etichetta lo accompagnerà creandogli non pochi problemi dal punto di vista espositivo e quindi economico, mentre, altri critici, sempre tedeschi, ne esaltano il coraggio, cioè il come "egli mette il dito nella piaga in quello che è stato l'incubo della Germania nazista".
Ne ha scritto Andrea Bonavoglia:
Nel 1970 la sua prima mostra personale, "Anselm Kiefer. Bilder und Bücher", ospitata dalla Galerie am Kaiserplatz.
Nel 1973, dopo aver sposato Julia, sua amica ai tempi dell'università, apre studio a Ornbach e inizia una serie di grandi opere pittoriche titolate "Deutschlands Geisteshelden" (Germania Eroica). Ancora additato da una certa critica tedesca come nostalgico e nazionalista, sebbene nel 1977 venga chiamato ad esporre a documenta di Kassel, preferisce iniziare a esporre all'estero, dove, invece, la sua arte viene esaltata sia per la grande capacità tecnica, che Kiefer sempre dimostra, sia per i soggetti rappresentati. Nei suoi quadri, per lo più di grande formato, comincia ad applicare sue xilografie e a incollare suoi disegni, che poi amalgama, col resto del rappresentato, ricorrendo a vari espedienti materici di estrazione per lo più povera. Alla fine degli anni settanta comincia a frequentare l'Italia e i maggiori artisti del momento.
Nel 1980 la Biennale di Venezia gli dedica una mostra personale titolata "Verbrennen-Verholzen-Versenken-Versanden". Nel 1982, a seguito del successo ottenuto dalle prime mostre tenute negli USA, viene di nuovo invitato a documenta di Kassel, scatenando, ancora, le critiche negative di molti intellettuali tedeschi. In effetti narrare la storia, in particolare quella scomoda, è da sempre l'interesse principale di Anselm Kiefer, autore di sensibilità e artista che ha fatto del passato dell'Europa quindi, negli ultimi anni, dell'intero pianeta e, soprattutto, delle ombre che ne hanno oscurato le vicende socio-politiche-religiose, i suoi princìpi di studio e i suoi motivi di rappresentazione. Nella seconda metà degli anni ottanta, Kiefer dedica tutta una serie di opere alla storia ebraica, e in particolare alle donne ebree, quelle che hanno perduto la vita nei campi di stermino hitleriani. Sempre degli anni Ottanta il tema della "malinconia saturnina", con una serie di lavori come "Saturn-zeit", "Schwarze Galle", "Melancholia", nei quali l'artista fa largo uso del piombo.
un altro tema fondamentale nell'ultimo periodo e quello dell'astrologia e dell'alchimia: nell'opera Lichtzwang appare per la prima volta una mappatura del cielo che verrà ripresa nelle opere seguenti (come in "I Sette Palazzi Celesti").
Nei quadri di Kiefer non appaiono quasi mai figure umane, egli, infatti, predilige dipingere i luoghi, i paesaggi, gli ambienti dove le tragedie della storia si sono consumate. Gli esseri umani paiono essere fagocitati dal vortice buio del male che hanno fatto a sé stessi e al loro prossimo. Sempre alla fine degli anni ottanta comincia una seconda e vasta tournée di mostre ed esposizioni negli USA: a Chicago, a Filadelfia, a Los Angeles e a New York. E ancora in Italia, al Museo Correr di Venezia, nel 1997, alla GAM di Bologna, con un'enorme personale, nel 1999. Dagli anni novanta Kiefer possiede uno studio a Buchen e a Gerusalemme e una casa in Francia. Fra le ultime mostre di rilievo internazionale: "Anselm Kiefer" al Museo Guggenheim di Bilbao, e "Salt of the Earth" alla Fondazione Emilio e Annabianca Vedova contemporaneamente alla LIV Biennale di Venezia. È Accademico Corrispondente dell'Accademia delle arti del disegno nella Classe di Pittura.
Ha realizzato appositamente l'opera Die Grosse Fracht ("Il grande carico") per la Biblioteca San Giorgio di Pistoia e l'installazione permanente I Sette Palazzi Celesti presso l'HangarBicocca di Milano.
Nel 2024 ha presentato l'esposizione Angeli caduti allestita dalla Fondazione Palazzo Strozzi di Firenze.
Nel 2023 il regista tedesco Wim Wenders ha realizzato il docu-film Anselm, incentrato sulla vita e le opere dell'artista.